# Ланцелін
Ланцелін (англ. Lancelin) — невелике рибальське і туристичне містечко за 110 кілометрів на північ від Перта у штаті Західна Австралія розтошоване на узбережжі Індійського океана.
Вперше Ланцелін згадується в 1950 році під назвою «Вангарі», але у 1953 році поселення отримало сучасну назву.

Узбережжя Ланцеліна

Містечко має постійне населення близько 700 чоловік, але у період різдвяних канікул воно збільшується завдяки туристам до 2500 людей. Узбережжя Ланцеліна дуже популярне серед серфінгістів.

## Клімат
Містечко знаходиться у зоні, котра характеризується середземноморським кліматом. Найтепліший місяць — лютий із середньою температурою 23.3 °C (74 °F). Найхолодніший місяць — серпень, із середньою температурою 13.9 °С (57 °F).
| Клімат Ланцеліна        | Клімат Ланцеліна | Клімат Ланцеліна | Клімат Ланцеліна | Клімат Ланцеліна | Клімат Ланцеліна | Клімат Ланцеліна | Клімат Ланцеліна | Клімат Ланцеліна | Клімат Ланцеліна | Клімат Ланцеліна | Клімат Ланцеліна | Клімат Ланцеліна | Клімат Ланцеліна |
| Показник                | Січ.             | Лют.             | Бер.             | Квіт.            | Трав.            | Черв.            | Лип.             | Серп.            | Вер.             | Жовт.            | Лист.            | Груд.            | Рік              |
| Абсолютний максимум, °C | 46               | 45,3             | 42,7             | 37,5             | 32               | 29,4             | 27,7             | 29               | 32,4             | 37,1             | 40,7             | 42,7             | 46               |
| Середній максимум, °C   | 29               | 29,7             | 28,2             | 25,1             | 22,2             | 19,9             | 19               | 19,1             | 20,4             | 22,3             | 24,3             | 27,1             | 24               |
| Середня температура, °C | 23               | 23               | 22               | 19               | 17               | 15               | 14               | 14               | 15               | 17               | 19               | 21               | 18               |
| Середній мінімум, °C    | 17,4             | 17,9             | 16,5             | 14,3             | 12,2             | 10,8             | 10               | 9,8              | 10,3             | 11,8             | 13,8             | 16               | 13,5             |
| Абсолютний мінімум, °C  | 9,6              | 8,3              | 7,8              | 4,4              | 3,9              | 1,6              | 1,5              | 0,1              | 1                | 3,2              | 4,4              | 4,4              | 0,1              |
| Норма опадів, мм        | 0                | 10               | 10               | 30               | 80               | 130              | 130              | 90               | 50               | 30               | 20               | 0                | 620              |
| Днів з дощем            | 2,3              | 2,5              | 4                | 7,8              | 12,7             | 16,8             | 17,8             | 16,2             | 12,7             | 8,7              | 6,2              | 3,1              | 110,7            |
| ----------------------- | ---------------- | ---------------- | ---------------- | ---------------- | ---------------- | ---------------- | ---------------- | ---------------- | ---------------- | ---------------- | ---------------- | ---------------- | ---------------- |
| Джерело: Weatherbase    |                  |                  |                  |                  |                  |                  |                  |                  |                  |                  |                  |                  |                  |